# 長者愛德華
長者愛德華（古英語：Ēadweard se Ieldra，英語：Edward the Elder；約874年—924年7月17日）是盎格魯-撒克遜時期的威塞克斯國王，899年至924年間在位。他繼承父親阿爾弗雷德大帝的功業而加以擴展，在多次擊敗丹麥人的入侵後併入英格蘭大多數的地區，並使蘇格蘭與威爾斯稱臣，成為全不列顛的共主，实际的英格蘭国王。
長者愛德華是阿爾弗雷德大帝和他的妻子埃爾斯威斯的長子。當長者愛德華繼承王位時，他不得不擊敗他的堂兄埃塞爾沃爾德的挑戰，後者作為阿爾弗雷德的哥哥和前任國王埃塞爾雷德的兒子，所以對王位有著強烈繼承權。
父親阿爾弗雷德於871年接替埃塞爾雷德成為威塞克斯國王，並在878年幾乎面臨與丹麥維京人的戰爭失敗之前，在爱丁顿战役中取得決定性勝利。戰鬥結束後，維京人仍然統治著諾森布里亞、東盎格利亞和東麥西亞，只剩下威塞克斯和西默西亞在盎格魯-撒克遜人的控制下。在880年代初期，西麥西亞的統治者領主埃塞爾雷德接受阿爾弗雷德的統治並迎娶他的女兒埃塞爾弗萊德，並且在886年左右，阿爾弗雷德接受新的盎格魯-撒克遜國王頭銜，作為所有盎格魯-撒克遜人的統治者對抗丹麥的統治。當阿爾弗雷德於899年去世時，愛德華繼承了此頭銜。
910年，一支麥西亞和西撒克遜軍隊對入侵的諾森布里亞軍隊得到決定性的勝利，結束了來自北方維京人的威脅。在910年代，愛德華與他的妹妹埃塞爾弗萊德合作征服了維京人統治的英格蘭南部，後者在911年丈夫去世後繼承麥西亞女領主的身份。歷史學家質疑在此期間麥西亞在多大程度上被威塞克斯統治，之後埃塞爾弗萊德於918年6月去世，她的女兒埃爾夫溫短暫成為第二位麥西亞女領主，但在同年12月，愛德華將她帶到威塞克斯並直接統治麥西亞。到910年代末，他統治着威塞克斯、麥西亞和東盎格利亞，只有諾森布里亞仍然處於維京人的統治之下。924年，他在車士打面臨麥西亞和威爾士的起義，平息之後，他於924年7月17日在車士打郡的法恩登去世。他的長子埃塞爾斯坦繼位。愛德華的兩個最小的兒子後來亦成為國王愛德蒙一世和埃德雷德統治。
愛德華受到中世紀編年史家的欽佩，在馬姆斯伯里的威廉看來，他雖然“在文字的修養上遠不如父親”，但“在他的統治權力上卻無比輝煌”。現代歷史學家在很大程度上忽略了他，直到 1990年代，尼克·海厄姆將他描述為“可能是最被忽視的英國國王”，部分原因是他統治的主要資料很少倖存。他的名聲在20世紀後期上升，現在他被視為摧毀英格蘭南部維京人的力量的能人，同時為以南方為中心的英格蘭聯合王國奠定基礎。
| 長者愛德華 威塞克斯王朝出生于：約874年逝世於：924年7月17日 | 長者愛德華 威塞克斯王朝出生于：約874年逝世於：924年7月17日 | 長者愛德華 威塞克斯王朝出生于：約874年逝世於：924年7月17日 |
| 統治者頭銜                                                 | 統治者頭銜                                                 | 統治者頭銜                                                 |
| ---------------------------------------------------------- | ---------------------------------------------------------- | ---------------------------------------------------------- |
| 前任者： 阿爾弗雷德大帝                                    | 威塞克斯国王 899年10月26日—924年7月17日                    | 繼任者： 威塞克斯由埃爾夫沃德繼承 麥西亞由埃塞爾斯坦繼承   |